# Cairn Gorm

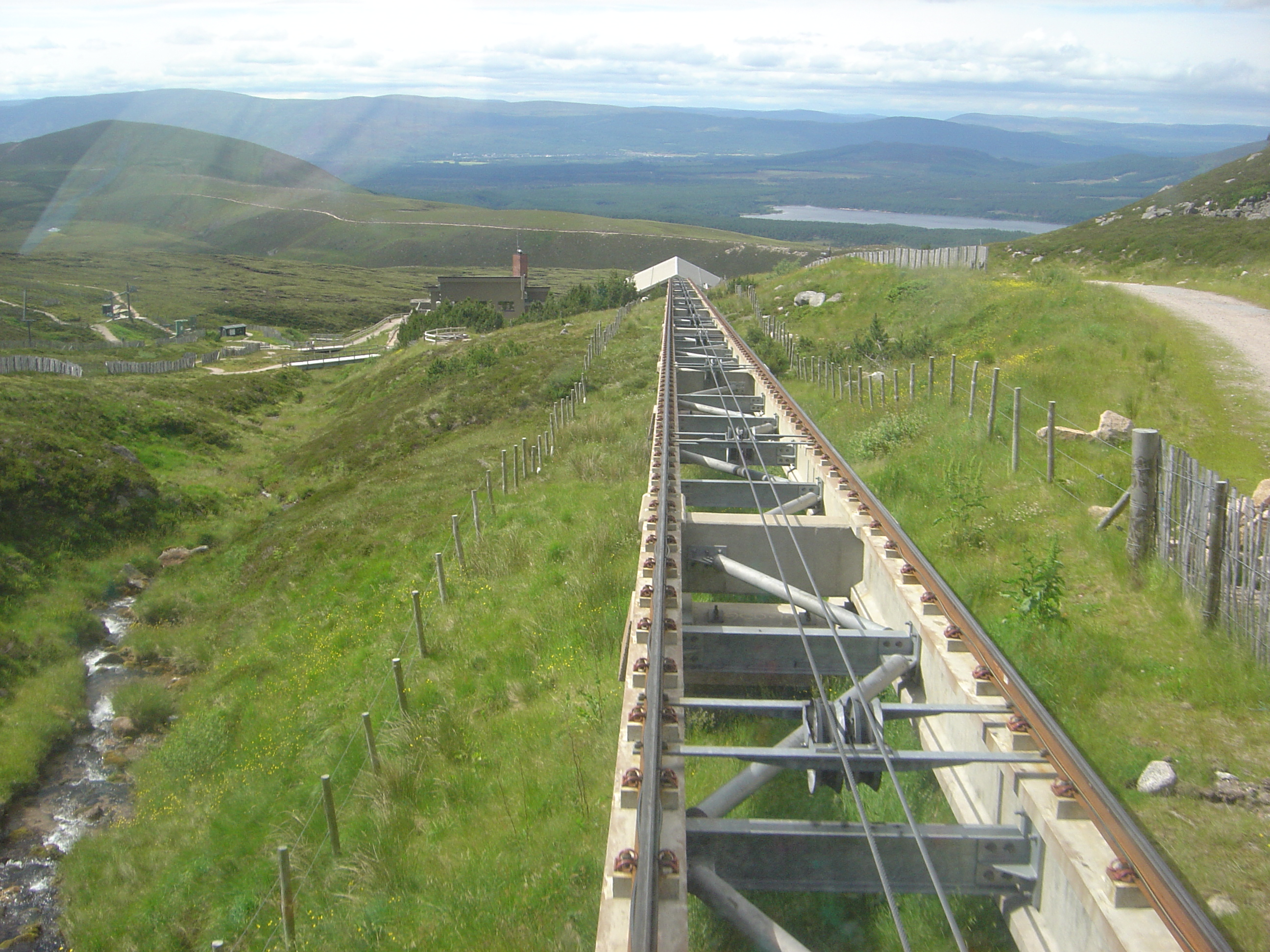
Standseilbahn Cairngorm

Cairn Gorm (Gälisch: An Càrn Gorm, dt. blauer Hügel) ist ein Berg
der Grampian Mountains im Nordosten von Schottland, der zu den 282 Munros gezählt wird. Nach dem Gipfel ist die Berggruppe der Cairngorms benannt, da er aus Sicht der tieferliegenden Gebiete im Norden der höchste Gipfel des Massivs zu sein scheint. Dies ist jedoch der Ben Macdui.
Der Gipfel des Cairn Gorm ist am einfachsten vom Parkplatz an der Talstation der Standseilbahn Cairngorm zu erreichen. Ein Wanderweg führt zur Bergstation Ptarmigan (dt. Schneehuhn). Im Winter verkehren hier auch Ski-Lifte.

## Bergwandern
Im Sommer gibt es hier viele Bergwanderer. Das Gelände ist einfach, und es sind von der Talstation aus nur etwa 800 Höhenmeter zu überwinden. Die aktuellen Wetterdaten aus der Bergstation werden in der Talstation angezeigt. Allerdings ist diese Gegend berüchtigt für heftigste Wetterumschwünge. So starben hier im November 1971 sechs Menschen in einem plötzlich auftretenden Schneesturm. Aber auch im Sommer können heftige Stürme und Schneefälle sehr plötzlich auftreten.

## Wintersport
An den Nordhängen des Cairn Gorm befindet sich eines von insgesamt fünf schottischen Skigebieten. Es gibt insgesamt 37 km Pisten, die längste hat eine Länge von 2,2 km. 16 Skilifte werden hier betrieben.

## Bergstation Ptarmigan
Die Bergstation ist mit der Standseilbahn zu erreichen. Sie darf nicht verlassen werden. Das dient dazu, den Massentourismus, den die Cairngorm-Seilbahn ausgelöst hat, vom Plateau fernzuhalten. Nur echte Bergwanderer sollen den Gipfel erreichen können. Dies ist ein Versuch, Tourismus und Naturschutz zu verbinden. Die Standseilbahn ist aufgrund von Schäden seit September 2018 außer Betrieb. Für die Sanierung und Wiederinbetriebnahme hat die schottische Regierung 16 Mio. Pfund bereitgestellt, die Sanierungsarbeiten begannen im November 2020. Im Winter 2023/24 war die Bergbahn weiterhin wegen Sanierung geschlossen, die Kosten der Maßnahmen waren mittlerweile auf 52 Mio. Pfund gestiegen.
Mit 1097 m Höhe enthält die Bergstation das höchste Restaurant Schottlands. Durch die Fenster hat man bei entsprechendem Wetter eine großartige Aussicht. Außerdem gibt es einen Shop und eine Ausstellung. Eine Wetterstation befindet sich ebenfalls hier. Sie überträgt die Daten aktuell in die Talstation. Für viele Besucher ist das Spannendste allerdings die Aussicht von der kleinen Aussichtsplattform.
An der Bergstation befindet sich auch die höchstgelegene Telefonzelle des Vereinigten Königreichs. Da von der Zelle jedoch nur fünf Anrufe in einem Jahr getätigt wurden, hat der Betreiber British Telecom 2016 angekündigt, die Telefonzelle als unwirtschaftlich zu schließen.

## Umgebung
Beliebter Ausgangsort von Wanderungen und im Winter auch Skifahrten ist der schottische Ort Aviemore. Vor seiner Südflanke befindet sich der Loch Avon.
Der Cairngorms-Nationalpark ist bekannt für seine einzigartige Flora und Fauna.